# Sveske Zadužbine Ive Andrića
Sveske Zadužbine Ive Andrića je časopis koji od 1982. godine izdaje Zadužbina Ive Andrića koji izlazi јеdnom godišnje. Ova publikacija objavljuje nepoznate i nepublikovane Andrićeve rukopise, prepiskе, naučne i kritičke studije o Andrićevom slojevitom delu i njegovom životu, njegovom duhovnom prostoru, kao i o vremenu i svetu u kojem je živeo.